# Tre punto sei
Tre punto sei è un film del 2001 diretto da Nicola Rondolino.

## Trama
Salvo e Dante sono amici per la pelle, sono cresciuti insieme e fin dall'infanzia hanno condiviso ogni esperienza come fratelli. Salvo è diventato un poliziotto corrotto e Dante un malavitoso. Nulla cambia nella loro amicizia fino al giorno in cui Nanà, la donna di Dante, lo lascia per Salvo. A quel punto, per dimenticare, Dante fugge lontano e solo dopo dieci anni ritorna per consumare la propria vendetta, ma ormai tutto è cambiato.